# Serie A2 1985-1986 (pallavolo maschile)
La Serie A2 maschile FIPAV 1985-86 fu la 9ª edizione della manifestazione organizzata dalla FIPAV.

## Regolamento
Le 24 squadre partecipanti, divise con criteri geografici in due gironi, disputarono un girone unico con partite di andata e ritorno. Al termine della regular season le vincitrici di ciascun girone furono promosse in Serie A1, mentre le squadre seconde classificate andarono a giocarsi la promozione contro la 9ª e la 10ª di A-1. Le ultime quattro classificate di ogni girone retrocessero in B.

## Avvenimenti
Il campionato ebbe inizio l'11 ottobre e si concluse il 5 aprile con le promozioni dirette di Zip Jeans San Giuseppe e Zucchi Cremona. Arrital Fontanafredda e Pallavolo Catania andarono a disputare, vincendoli, gli spareggi contro Belluno e Vimercate.

## Le squadre partecipanti
Le squadre partecipanti furono 24. Per il ripescaggio di Padova in Serie A1, l'unica squadre proveniente dalla Serie A1 fu la Virtus Sassuolo. Aurora Siracusa, Eudecor Salerno, Sav Bergamo, Smalvic Castelferretti, Valli Zabban Sesto Fiorentino e Zucchi Cremona erano le neopromosse dalla B. Alle rinunce di Carpi e Campobello di Mazara e, in A-1, di Asti, sopperirono i ripescaggi della Burro Virgilio Mantova, della Cagiva Livorno e della CUS Firenze.

### Girone A
| Squadra                 | Stagioni in Serie A2 | Allenatore          | Campo di gioco                           |
| ----------------------- | -------------------- | ------------------- | ---------------------------------------- |
| Ado Udine               | 3                    | Claudio Conz        | PalaBenedetti di Udine                   |
| Arrital Fontanafredda   | 1                    | Francesconi         | Palasport di Fontanafredda, PN           |
| Burro Virgilio Mantova  | 4                    | Gianfranco Astolfi  | PalaTe di Mantova                        |
| Cagiva Livorno          | 2                    | Giovanni Ceccherini | PalaMacchia di Livorno                   |
| Esp Ravenna             | 4                    | Daniele Ricci       | PalaCosta di Ravenna                     |
| Illy Jesi               | 3                    | Egino Ceccato       | PalaTriccoli di Jesi, AN                 |
| Mobili Dondi Ferrara    | 6                    | Aldo Bendandi       | Palasport di Ferrara                     |
| Sav Bergamo             | 3                    | Luigi Zizioli       | Palasport di Bergamo                     |
| Thermomec Zetabi Padova | 7                    | Giancarlo Falcini   | Palazzetto dello Sport Arcella di Padova |
| Valeo Mondovì           | 2                    | Mario Sasso         | Palasport di Mondovì, CN                 |
| Virtus Sassuolo         | 2                    | Oreste Vacondio     | Palestra Polivalente di Sassuolo, MO     |
| Zucchi Cremona          | 5                    | Dimko Antonov       | PalaCa' De' Somenzi di Cremona           |

### Girone B
| Squadra                       | Stagioni in Serie A2 | Allenatore             | Campo di gioco                          |
| ----------------------------- | -------------------- | ---------------------- | --------------------------------------- |
| Atlantis Sabaudia             | 4                    | Paolo Pasqualoni       | Pallone pressostatico di Sabaudia, LT   |
| Aurora Siracusa               | 1                    | Natale Barone          | PalaSiracusa di Siracusa                |
| Co.Ge.Fin. Ortona             | 2                    | Francesco De Angelis   | Palasport di Ortona, CH                 |
| CUS Firenze                   | 7                    | Gianluca Bastiani      | Palazzetto San Marcellino di Firenze    |
| Eudecor Salerno               | 3                    | O. Pisani              | PalaTulimeri di Salerno                 |
| Irpinia Motori Avellino       | 2                    | Silvio Spica           | PalaDel Mauro di Avellino               |
| Jonicagrumi Reggio Calabria   | 2                    | Ivan Seferinov         | PalaBotteghelle di Reggio Calabria      |
| Pallavolo Catania             | 4                    | Michelangelo Lo Bianco | PalaSpedini di Catania                  |
| Smalvic Castelferretti        | 3                    | Mario Carletti         | PalaBadiali di Falconara Marittima, AN  |
| Valli Zabban Sesto Fiorentino | 4                    | Erasmo Salemme         | Palasport di Sesto Fiorentino, FI       |
| Vianello Pescara              | 6                    | Claudio Piazza         | Palasport di Pescara                    |
| Zip Jeans San Giuseppe        | 4                    | Yanko Yankov           | Palasport di San Giuseppe Vesuviano, NA |

## Classifica

### Girone A
| Pos. | Squadra                 | Pt | G  | V  | P  | SV | SP |
| ---- | ----------------------- | -- | -- | -- | -- | -- | -- |
| 1.   | Zucchi Cremona          | 34 | 22 | 17 | 5  |    |    |
| 2.   | Arrital Fontanafredda   | 34 | 22 | 17 | 5  |    |    |
| 3.   | Sav Bergamo             | 32 | 22 | 16 | 6  |    |    |
| 4.   | Ado Udine               | 30 | 22 | 15 | 7  |    |    |
| 5.   | Esp Ravenna             | 28 | 22 | 14 | 8  |    |    |
| 6.   | Valeo Mondovì           | 26 | 22 | 13 | 9  |    |    |
| 7.   | Mobili Dondi Ferrara    | 24 | 22 | 12 | 10 |    |    |
| 8.   | Burro Virgilio Mantova  | 22 | 22 | 11 | 11 |    |    |
| 9.   | Illy Jesi               | 16 | 22 | 8  | 14 |    |    |
| 10.  | Thermomec Zetabi Padova | 10 | 22 | 5  | 17 |    |    |
| 11.  | Cagiva Livorno          | 6  | 22 | 3  | 19 |    |    |
| 12.  | Virtus Sassuolo         | 2  | 22 | 1  | 21 |    |    |

### Girone B
| Pos. | Squadra                       | Pt | G  | V  | P  | SV | SP |
| ---- | ----------------------------- | -- | -- | -- | -- | -- | -- |
| 1.   | Zip Jeans San Giuseppe        | 42 | 22 | 21 | 1  |    |    |
| 2.   | Pallavolo Catania             | 40 | 22 | 20 | 2  |    |    |
| 3.   | Jonicagrumi Reggio Calabria   | 30 | 22 | 15 | 7  |    |    |
| 4.   | Eudecor Salerno               | 26 | 22 | 13 | 9  |    |    |
| 5.   | Valli Zabban Sesto Fiorentino | 26 | 22 | 13 | 9  |    |    |
| 6.   | Vianello Pescara              | 24 | 22 | 12 | 10 |    |    |
| 7.   | Co.Ge.Fin. Ortona             | 20 | 22 | 10 | 12 |    |    |
| 8.   | Irpina Avellino               | 18 | 22 | 9  | 13 |    |    |
| 9.   | CUS Firenze                   | 18 | 22 | 9  | 13 |    |    |
| 10.  | Smalvic Castelferretti        | 16 | 22 | 8  | 14 |    |    |
| 11.  | Aurora Siracusa               | 2  | 22 | 1  | 21 |    |    |
| 12.  | Atlantis Sabaudia             | 2  | 22 | 1  | 21 |    |    |

| Promosse in Serie A1 e ammesse ai play-off scudetto | Promosse dopo play-off | Retrocesse in Serie B |